# الضربة (فلم)
الضربة (بالإنجليزية: The Hit) هو فيلم جريمة تم إنتاجه في بريطانيا وصدر في سنة 1984. الفيلم من إخراج ستيفن فريرز وكتابة بيتر برنس. من بطولة تيرينس ستامب وجون هرت وتيم روث ولورا ديل سول وبيل هانتر.

## القصة
تدور قصة حول رجل عصابات يقوم بخيانة زملائه وإيقاعهم في بقبضة الشرطة. يهرب للعيش في إسبانيا لكن بعد مرور 10 سنوات يرجع ماضيه ليلاحقه.

## الممثلون والشخصيات
- تيرينس ستامب
- جون هرت
- تيم روث
- لورا ديل سول
- بيل هانتر

## الميزانية والإيرادات
حقق أرباحا تقدر بـ 876,775 $.

## ردود الفعل
تلقى مراجعات إيجابية من النقاد. حاصل على تقييم 86% على موقع الطماطم الفاسدة.

## روابط خارجية
- مقالات تستعمل روابط فنية بلا صلة مع ويكي بيانات
- The Hit على موقع أول موفي.